# Verenigde Staten op de Olympische Jeugdzomerspelen 2010
De Verenigde Staten namen deel aan de Olympische Jeugdzomerspelen 2010 in Singapore, de eerste editie van de Olympische Jeugdspelen.

## Medailleoverzicht
| Sport                                                                    | Olympiër                                              | Discipline                 | Medaille |
| ------------------------------------------------------------------------ | ----------------------------------------------------- | -------------------------- | -------- |
| Atletiek                                                                 | Robin Reynolds                                        | 400 m (v)                  | Goud     |
| Judo                                                                     | Maxamillian Schneider                                 | tot 66 kg (m)              | Goud     |
| Judo                                                                     | Katelyn Bouyssou                                      | tot 52 kg (v)              | Goud     |
| Zwemmen                                                                  | Kaitlyn Jones                                         | 200 m wissel (v)           | Goud     |
| Atletiek                                                                 | Devin Bogert                                          | speerwerpen (m)            | Zilver   |
| Atletiek                                                                 | Myasia Jacobs                                         | 100 m (v)                  | Zilver   |
| Schermen                                                                 | Alexander Massialas                                   | floret (m)                 | Zilver   |
| Schermen                                                                 | Celina Merza                                          | sabel (v)                  | Zilver   |
| Triatlon                                                                 | Kevin McDowell                                        | jongens                    | Zilver   |
| Volleybal                                                                | volleybalteam                                         | meisjes                    | Zilver   |
| Worstelen                                                                | Jordan Rogers                                         | vrije stijl, tot 76 kg (m) | Zilver   |
| Zwemmen                                                                  | Kiera Janzen                                          | 400 m vrij (v)             | Zilver   |
| Zwemmen                                                                  | Kaitlyn Jones                                         | 200 m rug (v)              | Zilver   |
| Atletiek                                                                 | Le'Tristan Pledger                                    | verspringen (v)            | Brons    |
| Atletiek                                                                 | Olivia Ekpone                                         | 200m (v)                   | Brons    |
| Atletiek                                                                 | Hannah Carson                                         | speerwerpen (v)            | Brons    |
| Basketbal                                                                | Briyona Canty Andraya Carter Amber Henson Kiah Stokes | meisjes                    | Brons    |
| Schoonspringen                                                           | Michael Hixon                                         | 3 m plank (m)              | Brons    |
| Taekwondo                                                                | Gregory English                                       | tot 48 kg (m)              | Brons    |
| Taekwondo                                                                | Jessie Bates                                          | tot 49 kg (v)              | Brons    |
| Triatlon                                                                 | Kelly Whitley                                         | meisjes                    | Brons    |
| Als lid van een gemengd landenteam (telt niet mee voor landenklassement) |                                                       |                            |          |
| Atletiek                                                                 | Najee Glass                                           | wisselestafette (m)        | Goud     |
| Atletiek                                                                 | Myasia Jacobs Robin Reynolds                          | wisselestafette (v)        | Goud     |
| Schermen                                                                 | Katherine Holmes Alexander Massialas Will Spear       | gemengd team               | Brons    |
| Triatlon                                                                 | Kevin McDowell Kelly Whitley                          | gemengd team               | Brons    |

Afghanistan · Albanië · Algerije · Amerikaanse Maagdeneilanden · Amerikaans-Samoa · Andorra · Angola · Antigua en Barbuda · Argentinië · Armenië · Aruba · Australië · Azerbeidzjan · Bahama's · Bahrein · Bangladesh · Barbados · België · Belize · Benin · Bermuda · Bhutan · Bolivia · Bosnië en Herzegovina · Botswana · Brazilië · Britse Maagdeneilanden · Brunei · Bulgarije · Burkina Faso · Burundi · Cambodja · Canada · Centraal-Afrikaanse Republiek · Chili · China · Chinees Taipei · Colombia · Comoren · Congo-Brazzaville · Congo-Kinshasa · Cookeilanden · Costa Rica · Cuba · Cyprus · Denemarken · Djibouti · Dominica · Dominicaanse Republiek · Duitsland · Ecuador · Egypte · El Salvador · Equatoriaal-Guinea · Eritrea · Estland · Ethiopië · Fiji · Filipijnen · Finland · Frankrijk · Gabon · Gambia · Georgië · Ghana · Grenada · Griekenland · Groot-Brittannië · Guam · Guatemala · Guinee · Guinee‑Bissau · Guyana · Haïti · Honduras · Hongarije · Hongkong · Ierland · IJsland · India · Indonesië · Irak · Iran · Israël · Italië · Ivoorkust · Jamaica · Japan · Jemen · Jordanië · Kaaimaneilanden · Kaapverdië · Kameroen · Kazachstan · Kenia · Kirgizië · Kiribati · Koeweit · Kroatië · Laos · Lesotho · Letland · Libanon · Liberia · Libië · Liechtenstein · Litouwen · Luxemburg · Macedonië · Madagaskar · Malawi · Malediven · Maleisië · Mali · Malta · Marshalleilanden · Marokko · Mauritanië · Mauritius · Mexico · Micronesië · Moldavië · Monaco · Mongolië · Montenegro · Mozambique · Myanmar · Namibië · Nauru · Nederland · Nederlandse Antillen · Nepal · Nicaragua · Nieuw-Zeeland · Niger · Nigeria · Noord-Korea · Noorwegen · Oeganda · Oekraïne · Oezbekistan · Oman · Oostenrijk · Oost‑Timor · Pakistan · Palau · Palestina · Panama · Papoea-Nieuw-Guinea · Paraguay · Peru · Polen · Portugal · Puerto Rico · Qatar · Roemenië · Rusland · Rwanda · Saint Kitts en Nevis · Saint Lucia · Saint Vincent en Grenadines · Salomonseilanden · Samoa · San Marino · Sao Tomé en Principe · Saoedi-Arabië · Senegal · Servië · Seychellen · Sierra Leone · Singapore · Slovenië · Slowakije · Soedan · Somalië · Spanje · Sri Lanka · Suriname · Swaziland · Syrië · Tadzjikistan · Tanzania · Thailand · Togo · Tonga · Trinidad en Tobago · Tsjaad · Tsjechië · Tunesië · Turkije · Turkmenistan · Tuvalu · Uruguay · Vanuatu · Venezuela · Verenigde Arabische Emiraten · Verenigde Staten · Vietnam · Wit-Rusland · Zambia · Zimbabwe · Zuid-Afrika · Zuid-Korea · Zweden · Zwitserland